# Husby, Sigtuna kommun
Husby är kyrkby i Husby-Ärlinghundra socken i Sigtuna kommun i Stockholms län, belägen nordöst om Märsta. Husby var till och med 2000 klassad som en småort.
I Husby återfinns Husby-Ärlinghundra kyrka.